# Castelo de Roborough

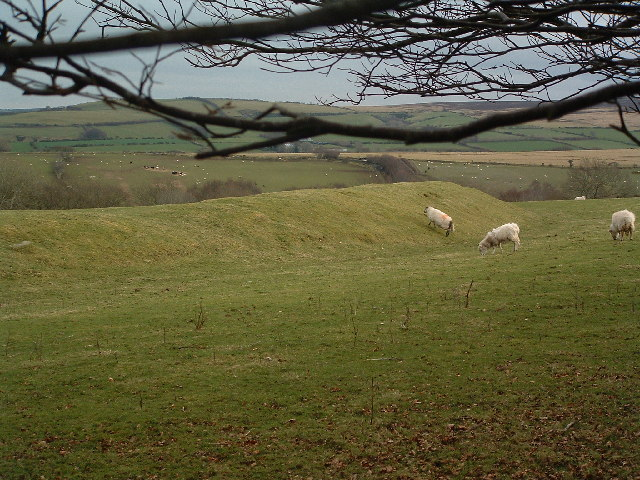
Local do Castelo de Roborough.

O Castelo de Roborough é um local arqueológico da Idade do Ferro ou uma fortaleza situada perto de Lynton, em Devon, na Inglaterra. O forte está situado na extremidade nordeste de uma encosta formando um promontório acima de um afluente do rio East Lyn conhecido como Hoaroak Water a aproximadamente 320 metros acima do nível do mar.  